# Stapleton (Herefordshire)
Pour les articles homonymes, voir Stapleton.
Stapleton est une paroisse civile et un village du Herefordshire, en Angleterre.